# Нитрат церия(III)
Нитрат церия(III) — неорганическое соединение, соль металла церия и азотной кислоты с формулой Ce(NO3)3, бесцветные кристаллы, расплываются на воздухе, растворимые в воде, образует кристаллогидрат.

## Получение
- Растворение металлического церия в разбавленной азотной кислоте:

{\displaystyle {\mathsf {Ce+4HNO_{3}\ {\xrightarrow {}}\ Ce(NO_{3})_{3}+NO+2H_{2}O}}}
- Растворение оксида или гидроксида церия в азотной кислоте:

{\displaystyle {\mathsf {Ce_{2}O_{3}+6HNO_{3}\ {\xrightarrow {}}\ 2Ce(NO_{3})_{3}+3H_{2}O}}}
{\displaystyle {\mathsf {Ce(OH)_{3}+3HNO_{3}\ {\xrightarrow {}}\ Ce(NO_{3})_{3}+3H_{2}O}}}

## Физические свойства
Нитрат церия(III) образует бесцветные (белые) кристаллы, которые расплываются на воздухе.
Хорошо растворяется в воде со слабым гидролизом по катиону.
Растворяется в этаноле, ацетоне.
Образует кристаллогидрат состава Ce(NO3)3•6H2O.

## Химические свойства
- Безводную соль получают сушкой кристаллогидрата:

{\displaystyle {\mathsf {Ce(NO_{3})_{3}\cdot 6H_{2}O\ {\xrightarrow {20^{o}C,P_{4}O_{10}}}\ Ce(NO_{3})_{3}+6H_{2}O}}}
- Разлагается при нагревании:

{\displaystyle {\mathsf {4Ce(NO_{3})_{3}\ {\xrightarrow {700-750^{o}C}}\ 2Ce_{2}O_{3}+12NO_{2}+3O_{2}}}}
- Кристаллогидрат при нагревании разлагается иначе:

{\displaystyle {\mathsf {2(Ce(NO_{3})_{3}\cdot 6H_{2}O)\ {\xrightarrow {200-250^{o}C}}\ 2Ce(NO_{3})O+4NO_{2}+O_{2}+12H_{2}O}}}
- Реагирует с щелочами:

{\displaystyle {\mathsf {Ce(NO_{3})_{3}+3NaOH\ {\xrightarrow {}}\ Ce(OH)_{3}\downarrow +3NaNO_{3}}}}
- Разлагается серной кислотой:

{\displaystyle {\mathsf {2Ce(NO_{3})_{3}+3H_{2}SO_{4}\ {\xrightarrow {}}\ Ce_{2}(SO_{4})_{3}\downarrow +6HNO_{3}}}}
- Восстанавливается водородом:

{\displaystyle {\mathsf {2Ce(NO_{3})_{3}+3H_{2}\ {\xrightarrow {600-700^{o}C}}\ Ce_{2}O_{3}+6NO_{2}+3H_{2}O}}}
- Реагирует с карбонатами щелочных металлов:

{\displaystyle {\mathsf {2Ce(NO_{3})_{3}+3K_{2}CO_{3}\ {\xrightarrow {}}\ Ce_{2}(CO_{3})_{3}\downarrow +6KNO_{3}}}}